# Борер, Томас
Томас Роберт Борер (англ. Thomas Robert Bohrer; род. 6 августа 1963, Уэст-Айслип, Нью-Йорк) — американский гребец, выступавший за сборную США по академической гребле в период 1988—1994 годов. Серебряный призёр летних Олимпийских игр в Сеуле и Барселоне, серебряный и бронзовый призёр чемпионатов мира, победитель и призёр многих регат национального значения. Ныне — тренер по гребле.

## Биография
Томас Борер родился 6 августа 1963 года в городе Айслип, штат Нью-Йорк.
Занимался академической греблей во время учёбы во Флоридском технологическом институте, который окончил в 1986 году. Позже проходил подготовку в спортивном клубе «Пенн» в Филадельфии под руководством тренера Теда Нэша.
В 1988 году вошёл в основной состав американской национальной сборной и благодаря череде удачных выступлений удостоился права защищать честь страны на летних Олимпийских играх в Сеуле. В составе экипажа-четвёрки без рулевого в финале пришёл к финишу вторым позади команды из Восточной Германии — тем самым завоевал серебряную олимпийскую награду.
После сеульской Олимпиады Борер остался в составе гребной команды США на ещё один олимпийский цикл и продолжил принимать участие в крупнейших международных регатах. Так, 1989 году он побывал на чемпионате мира в Бледе, откуда привёз награду серебряного достоинства, выигранную в зачёте распашных безрульных четвёрок.
В 1990 году в восьмёрках выиграл серебряную медаль на Играх доброй воли в Сиэтле, тогда как на мировом первенстве в Тасмании в той же дисциплине финишировал пятым.
В 1991 году в безрульных четвёрках выиграл серебряную медаль на чемпионате мира в Вене.
Находясь в числе лидеров американской национальной сборной, благополучно прошёл отбор на Олимпийские игры 1992 года в Барселоне. Здесь в безрульных четвёрках вновь финишировал в финале вторым, уступив на сей раз экипажу из Австралии — таким образом добавил в послужной список ещё одну серебряную олимпийскую награду.
В 1993 году в безрульных четвёрках взял бронзу на мировом первенстве в Рачице.
На домашнем чемпионате мира 1994 года в Индианаполисе стартовал в программе безрульных двоек, сумел квалифицироваться лишь в утешительный финал B и расположился в итоговом протоколе соревнований на восьмой строке.
Завершив спортивную карьеру, занялся тренерской деятельностью. В 2008 году в качестве главного тренера возглавил гребную команду Бостонского университета.